# Labdakos
Labdakos (gr. Λάβδακος Lábdakos, łac. Labdacus) – w mitologii greckiej król Teb, założyciel dynastii Labdakidów.
Uchodził za syna Polidora, ojca Lajosa, dziada Edypa i wnuka Kadmosa
Według mitu był „ułomny na ciele i duszy”. Objął na krótko tron w Tebach po śmierci Kadmosa, wkrótce jednak faktyczną władzę zaczęli sprawować jego młodzi bracia; na tronie zasiadł Likos, który oddał drugiemu z braci Nikteuszowi połowę państwa.
Labdakos ściągnął na siebie gniew Hery, zabijając jednego z jej smoków. Tym samym ściągnął na swój ród klątwę.